# یواس‌روباتیکس
یواس‌روباتیکس (انگلیسی: USRobotics) شرکت فناوری اطلاعات آمریکایی است، که در سال ۱۹۷۶ تأسیس شد.